# Espèce généraliste ou spécialisée

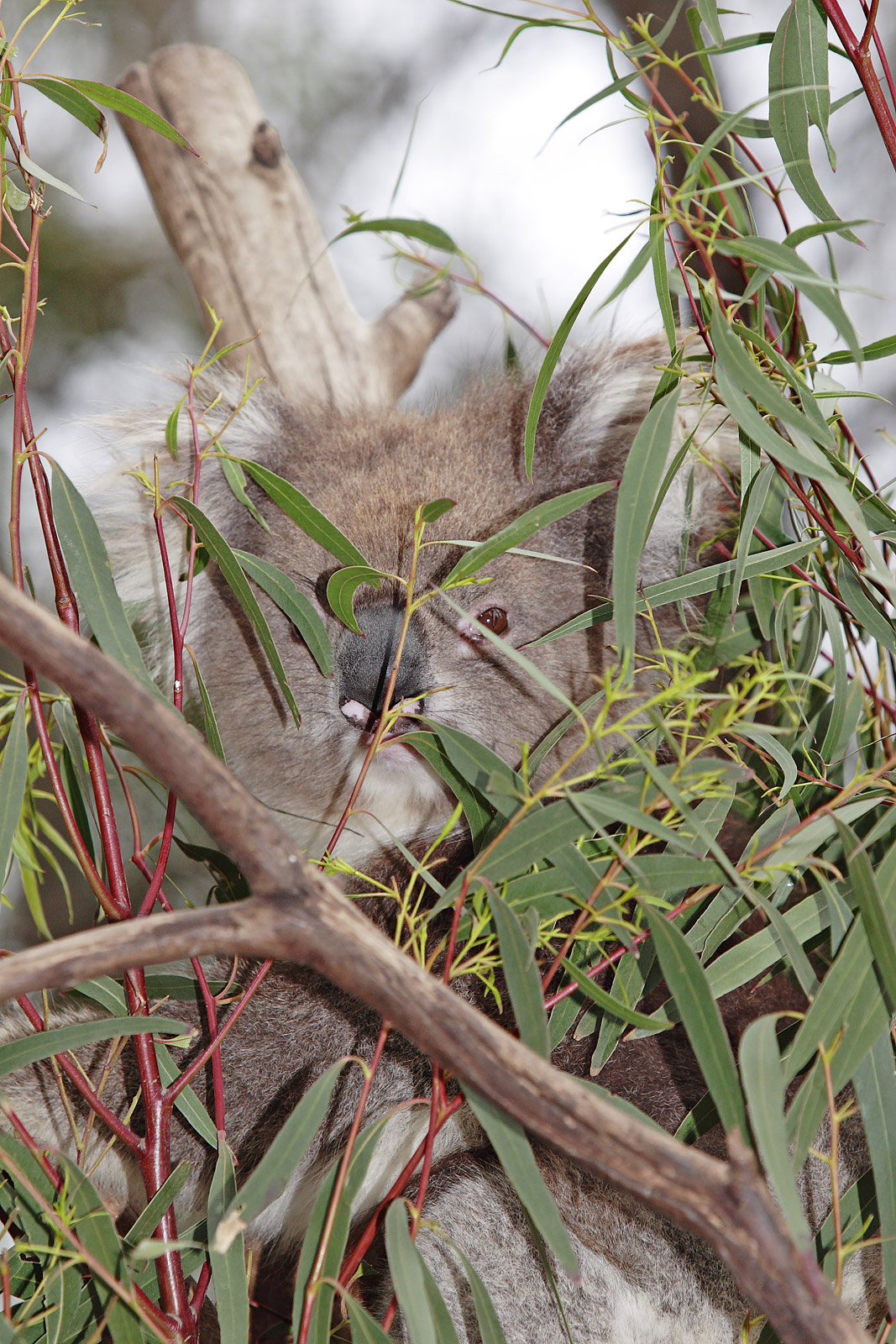
Le koala est une espèce spécialisée.

Une espèce généraliste est en mesure de prospérer dans un grand nombre de conditions environnementales et peut faire usage d'une grande variété de ressources (par exemple, un animal omnivore avec un régime alimentaire diversifié ou un animal opportuniste qui adapte son régime alimentaire aux ressources immédiatement disponibles). Une espèce spécialisée (ou spécialiste) au contraire ne peut s'épanouir que dans une gamme étroite de conditions environnementales ou d'alimentation. Cependant la plupart des organismes n'entrent pas parfaitement dans l'un ou l'autre des deux groupes. Certaines espèces sont très spécialisées, d'autres moins, tandis que certaines peuvent tolérer de nombreux environnements différents. En d'autres termes, il existe un continuum depuis les espèces hautement spécialisées jusqu'aux espèces très généralistes.
Les omnivores sont habituellement des espèces généralistes. Les herbivores sont souvent des espèces spécialisées, mais celles qui mangent des végétaux variés peuvent être considérées comme des généralistes. Un exemple bien connu d'un animal spécialisé est le koala qui subsiste presque uniquement en consommant des feuilles d'eucalyptus. Le raton laveur est généraliste, car il a une aire de répartition naturelle qui comprend la plupart de l'Amérique du Nord et de l'Amérique centrale et est un animal omnivore, mangeant des baies, des insectes, des œufs et de petits animaux.

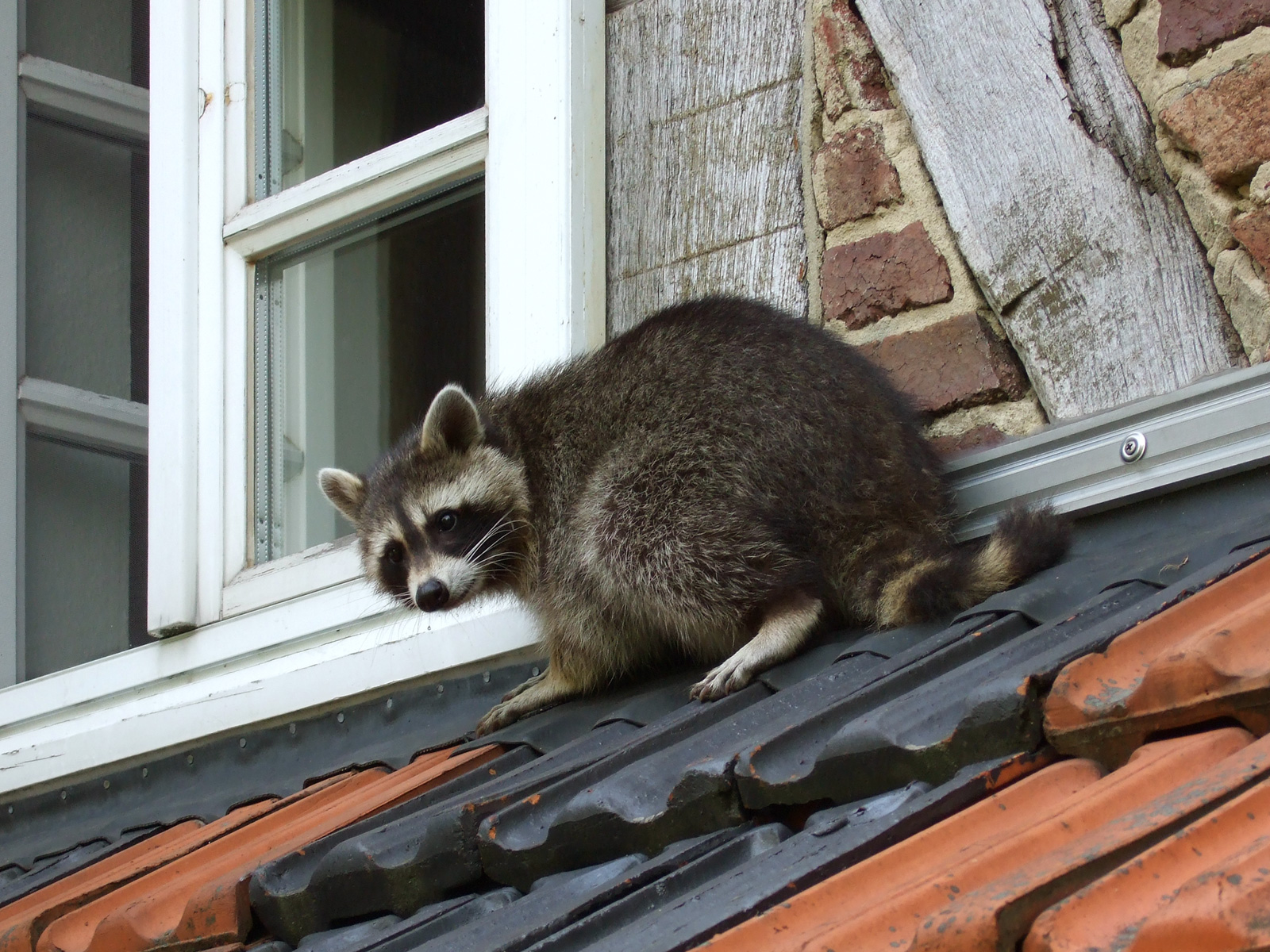
Le raton laveur est capable de s'adapter au milieu urbain.

La distinction entre espèces généralistes et spécialisées ne se limite pas aux animaux. Par exemple, certaines plantes ont besoin d'une gamme étroite de température, de type de sol et de précipitations pour survivre tandis que d'autres peuvent tolérer un large éventail de conditions. Un cactus peut être considéré comme une espèce spécialiste. Il mourra au cours des hivers dans les latitudes élevées ou s'il reçoit trop d'eau.
Les espèces spécialisées telles que les insectivores et les frugivores ont besoin de territoires plus vastes que les généralistes comme certains folivores (mangeurs de feuilles). Comme leur source de nourriture est moins abondante, elles ont besoin d'un plus grand espace pour se nourrir. Un exemple vient de l'étude de Tim Clutton-Brock, qui a constaté que le Colobe guéréza, une espèce généraliste folivore, a besoin d'un domaine vital de seulement 15 ha alors que les colobes roux ont besoin de 70 ha pour trouver suffisamment de jeunes pousses, de fleurs et de fruits.
Lorsque les conditions environnementales changent, les espèces généralistes sont mieux capables de s'adapter, alors que les spécialisées ont tendance à s'éteindre beaucoup plus facilement. Par exemple, si une espèce de poissons vient à s'éteindre, ses parasites spécialisés seront également amenés à s'éteindre. D'autre part, une espèce qui a une niche écologique très spécialisée est plus amenée à entrer en compétition avec d'autres organismes. Par exemple, un poisson et ses parasites font une course aux moyens de défense, une forme de coévolution, dans laquelle le poisson développe constamment des défenses contre le parasite, tandis que le parasite à son tour, doit évoluer pour trouver des adaptations qui lui permettent de faire face aux défenses spécifiques de son hôte. Ce qui tend à conduire à une spéciation de plus en plus poussée sous réserve de conditions de vie relativement stables. Cela implique une différenciation de niche des nouvelles espèces qui se forment et une augmentation de la biodiversité.